# タルボット伯爵
タルボット伯爵（Earl Talbot）は、グレートブリテン貴族の伯爵位。過去に2回創設されており、現存する2期目のタルボット伯爵位はシュルーズベリー伯爵タルボット家の分流にあたる第3代タルボット男爵ジョン・チェットウィンド＝タルボットが1784年に叙されたのに始まる。その孫の第3代タルボット伯爵ヘンリー・チェットウィンド＝タルボットが1856年にシュルーズベリー伯爵位を継承したことで、これ以降シュルーズベリー伯爵位の従属爵位として2019年現在まで存続している。

## 歴史

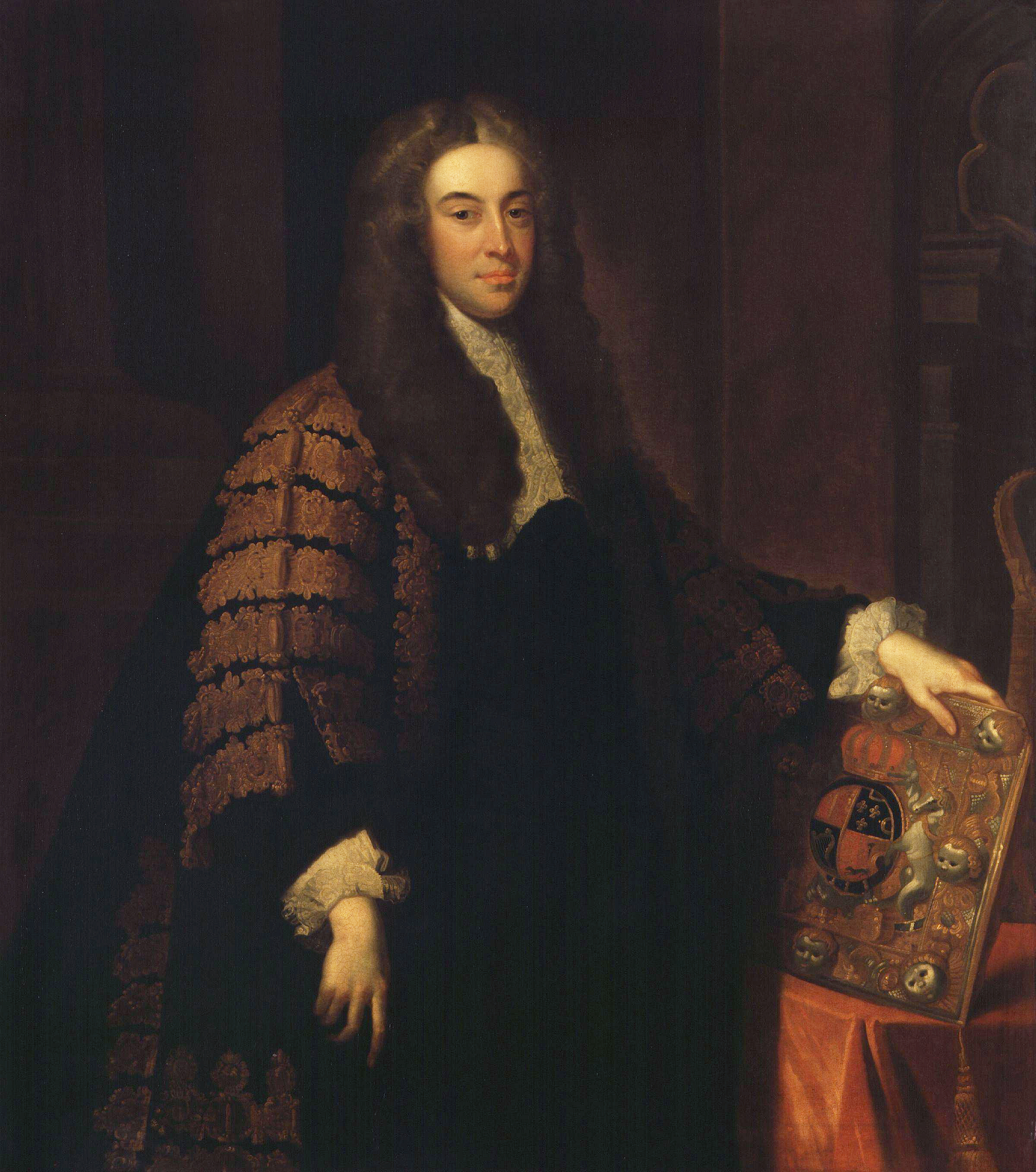
初代タルボット男爵チャールズ・タルボット(1685–1737)

### 第1期(1761年)
シュルーズベリー伯爵タルボット家の分流で法律家、ホイッグ党の政治家だったチャールズ・タルボット(1685–1737)は、1733年11月に大法官に就任し、それにより12月5日にグレートブリテン貴族爵位グラモーガン州におけるヘンソルのヘンソルのタルボット男爵(Baron Talbot of Hensol, of Hensol in the County of Glamorgan)に叙された
その息子である第2代タルボット男爵ウィリアム・タルボット(1710–1782)もホイッグ党の政治家であり、1761年から1782年にかけて王室家政長官を務め、1761年3月19日に第1期のグレートブリテン貴族爵位タルボット伯爵(Earl Talbot)に叙せられた。さらに1780年10月17日にはグレートブリテン貴族爵位カーマーゼン州におけるディネヴァーのディネヴァー男爵(Baron Dynevor, of Dynevor in the County of Carmarthen)に叙せられている。このディネヴァー男爵位は彼に男子がなかったために娘セシルとその男系男子を特別継承者(special remainder)とする規定が付けられた爵位だった。初代タルボット伯の死後、タルボット伯爵位は廃絶したが、ディネヴァー男爵位は特別継承者の規定通り娘セシルに継承され、タルボット男爵位は甥にあたるジョン・タルボット(1749–1793)が継承した。

### 第2期(1784年)
ジョン・タルボット(1749-1793)はこの襲爵前にトーリー党の庶民院議員を務めており、襲爵に続いて1784年7月3日にはグレートブリテン貴族爵位のグラモーガン州におけるヘンソルのタルボット伯爵(Earl Talbot, of Hensol in the County of Glamorgan)とスタッフォード州におけるインガスターのインガスター子爵(Viscount Ingestre, of Ingestre in the County of Stafford)に叙された。これが2期目のタルボット伯爵位の創設となる。1786年には母方の姓を加えて「チェットウィンド＝タルボット(Chetwynd-Talbot)」に改姓した。
その孫の第3代タルボット伯爵ヘンリー・チェットウィンド＝タルボット(1803-1868)は、襲爵前に保守党の庶民院議員を務め、1849年にタルボット伯爵位を襲爵して貴族院議員となった後、1856年に本家筋からシュルーズベリー伯爵位を継承した。これによりタルボット伯爵位はシュルーズベリー伯爵位の従属爵位の一つとなる。以降はシュルーズベリー伯爵を参照。

## 歴代当主

### タルボット男爵 (1733年)
- 初代タルボット男爵チャールズ・タルボット (Charles Talbot, 1685–1737)
- 2代タルボット男爵ウィリアム・タルボット（英語版） (William Talbot, 1710–1782) 先代の子
  - 1761年にタルボット伯爵(第1期)に叙される。

### タルボット伯爵 第1期 (1761年)
- 初代タルボット伯爵（第2代タルボット男爵）ウィリアム・タルボット（英語版） (William Talbot, 1710–1782)
  - 死後、タルボット伯爵(第1期)は廃絶。

### タルボット男爵 (1733年)
- 第3代タルボット男爵ジョン・チェットウィンド＝タルボット (John Chetwynd-Talbot, 1749–1793) 初代タルボット伯(第1期)の甥
  - 1784年にタルボット伯爵(第2期)に叙される

### タルボット伯爵 第2期 (1784年)
- 初代タルボット伯爵（第3代タルボット男爵）ジョン・チェットウィンド＝タルボット (John Chetwynd-Talbot, 1749–1793) 初代タルボット伯(第1期)の甥
- 第2代タルボット伯爵（第4代タルボット男爵）チャールズ・チェットウィンド・チェットウィンド＝タルボット (Charles Chetwynd Chetwynd-Talbot, 1777–1849)
- 第3代タルボット伯爵（第5代タルボット男爵）ヘンリー・チェットウィンド＝タルボット（英語版） (Henry John Chetwynd-Talbot, 1803–1868) 先代の子
  - 1858年にシュルーズベリー伯爵位を継承。以降はシュルーズベリー伯爵の項目を参照